# Waitstill R. Ranney

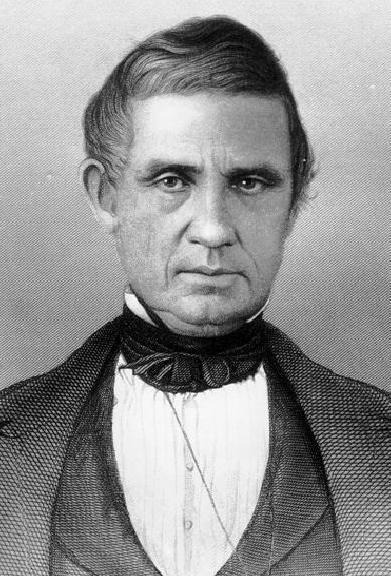
Waitstill R. Ranney

Waitstill R. Ranney (* 23. Mai 1791 in Chester, Vermont; † 23. August 1853 in Townshend, Vermont) war ein US-amerikanischer Arzt und Politiker, der von 1841 bis 1843 Vizegouverneur von Vermont war.

## Leben
Waitstill Randolph Ranney wurde in Chester geboren. Er studierte am Dartmouth College und am Middlebury College Medizin, wurde Arzt und bewirtschaftete gleichzeitig eine Farm in Townshend.  Die Ehrendoktorwürde erhielt er 1827 vom Castleton Medical College.
Ranney hatte verschiedenen Positionen inne, unter anderem als Schulrat.  Er war 1828 Delegierter der Versammlung zur Überarbeitung der Staatsverfassung von Vermont und Abgeordneter im Repräsentantenhaus von Vermont von 1834 bis 1836.
Politisch aktiv wurde er bei der Gründung der Whig Party, war von 1836 bis 1838 Senator im Senat von Vermont. Er übergab in den späten 1830er Jahren die Farm an einen seiner Söhne und bezog ein Haus in der Stadtmitte.
Ranney hatte den Vorsitz über die politische Sitzung der Whig Party bei der Präsidentschaftswahl von 1840 am Stratton Mountain inne.
Von 1841 bis 1843 war er Vizegouverneur von Vermont.
Ranney blieb aktiv, bis er in den späten 1840er Jahren gesundheitliche Probleme bekam, später lebte er zurückgezogen in Townshend.  Er starb am 23. August 1853. Sein Grab befindet sich auf dem Townshend's Oakwood Cemetery.

## Familie
Ranney heiratete Phebe Atwood, sie hatten zwei Söhne, Ambrose Ranney, Abgeordneter im Repräsentantenhaus der Vereinigten Staaten für Massachusetts, und Albert A. Ranney. Nach dem Tode von Phebe Ranney heiratete er Mary A. Cooke. Diese Ehe blieb kinderlos.